# NGC 1650
NGC 1650 је елиптична галаксија у сазвежђу Еридан која се налази на NGC листи објеката дубоког неба.
Деклинација објекта је - 15° 52' 12" а ректасцензија 4h 45m 11,4s. Привидна величина (магнитуда) објекта NGC 1650 износи 12,7 а фотографска магнитуда 13,7. NGC 1650 је још познат и под ознакама MCG -3-13-1, PGC 15931.